# السلام السلطاني العثماني
أُقر السلام الوطني العثماني بُعيد حقبة التنظيمات عام 1844م، والتي أوجدت العلم العثماني وحولت السلام العثماني من سلام ملكي يتبدل مع كل حاكم إلى سلام وطني ثابت.

## النشيد بالعربية
النشيد من تأليف جويسبي دونزيتي المعروف بدونزيتي باشا لدى العثمانيين وهو شقيق الملحن الإيطالي غايتانو
دونيزيتي.

## وصلات خارجية
- استمع للنشيد على يوتيوب.
- استمع: مهتر مارشي - النشيد العسكري القديم على يوتيوب.